# Titleholders Championship
Het Titleholders Championship was een jaarlijks golftoernooi voor de dames en tevens een major, dat deel uitmaakte van de LPGA Tour. Het toernooi werd opgericht in 1937 en werd jaarlijks gehouden in de Verenigde Staten.
Van 1936 tot 1966 vond het toernooi plaats op de Augusta Country Club in Augusta, Georgia. Na een onderbreking van vijf jaar, keerde het toernooi voor de laatste keer terug in 1972, dat toen plaatsvond op de Pine Needles Lodge & Golf Club in Southern Pines, North Carolina.

## Golfbanen
| Jaren     | Golfbaan                       | Par | Stad                           |
| --------- | ------------------------------ | --- | ------------------------------ |
| 1937-1942 | Augusta Country Club           | 75  | Augusta, Georgia               |
| 1946-1966 | Augusta Country Club           | 74  | Augusta, Georgia               |
| 1972      | Pine Needles Lodge & Golf Club | 72  | Southern Pines, North Carolina |

## Winnaressen
| Jaar | Winnares                    | Score                       | Score                       | Info                              |
| ---- | --------------------------- | --------------------------- | --------------------------- | --------------------------------- |
| 1937 | Patty Berg am               | 240                         | +15                         | 54-holes event                    |
| 1938 | Patty Berg am               | 311                         | +11                         |                                   |
| 1939 | Patty Berg am               | 319                         | +19                         |                                   |
| 1940 | Helen Hicks am              | 336                         | +36                         |                                   |
| 1941 | Dorothy Kirby am            | 224                         | –1                          | 54-holes (regenweer)              |
| 1942 | Dorothy Kirby am            | 239                         | +14                         | 54-holes (regenweer)              |
| 1943 | Geannuleerd vanwege de WOII | Geannuleerd vanwege de WOII | Geannuleerd vanwege de WOII | Geannuleerd vanwege de WOII       |
| 1944 | Geannuleerd vanwege de WOII | Geannuleerd vanwege de WOII | Geannuleerd vanwege de WOII | Geannuleerd vanwege de WOII       |
| 1945 | Geannuleerd vanwege de WOII | Geannuleerd vanwege de WOII | Geannuleerd vanwege de WOII | Geannuleerd vanwege de WOII       |
| 1946 | Louise Suggs am             | 314                         | +18                         |                                   |
| 1947 | Babe Zaharias am            | 304                         | +8                          |                                   |
| 1948 | Patty Berg                  | 308                         | +12                         |                                   |
| 1949 | Peggy Kirk am               | 299                         | +3                          |                                   |
| 1950 | Babe Zaharias               | 298                         | +2                          |                                   |
| 1951 | Pat O'Sullivan am           | 301                         | +5                          |                                   |
| 1952 | Babe Zaharias               | 299                         | +3                          |                                   |
| 1953 | Patty Berg                  | 294                         | –2                          |                                   |
| 1954 | Louise Suggs                | 293                         | –3                          |                                   |
| 1955 | Patty Berg                  | 291                         | –5                          |                                   |
| 1956 | Louise Suggs                | 302                         | +6                          |                                   |
| 1957 | Patty Berg                  | 296                         | par                         |                                   |
| 1958 | Beverly Hanson              | 299                         | +3                          |                                   |
| 1959 | Louise Suggs                | 297                         | +1                          |                                   |
| 1960 | Fay Crocker                 | 303                         | +7                          |                                   |
| 1961 | Mickey Wright               | 299                         | +3                          |                                   |
| 1962 | Mickey Wright po            | 295                         | –1                          | Won de play-off van Ruth Jessen   |
| 1963 | Marilynn Smith po           | 292                         | –4                          | Won de play-off van Mickey Wright |
| 1964 | Marilynn Smith              | 289                         | –7                          |                                   |
| 1965 | Kathy Whitworth             | 287                         | –9                          |                                   |
| 1966 | Kathy Whitworth             | 291                         | –5                          |                                   |
| 1967 | Geen toernooi               | Geen toernooi               | Geen toernooi               | Geen toernooi                     |
| 1968 | Geen toernooi               | Geen toernooi               | Geen toernooi               | Geen toernooi                     |
| 1969 | Geen toernooi               | Geen toernooi               | Geen toernooi               | Geen toernooi                     |
| 1970 | Geen toernooi               | Geen toernooi               | Geen toernooi               | Geen toernooi                     |
| 1971 | Geen toernooi               | Geen toernooi               | Geen toernooi               | Geen toernooi                     |
| 1972 | Sandra Palmer               | 283                         | –1                          |                                   |

| Toernooirecord |  | po = winnares na play-off |  | am = amateur |

### Meervoudig winnaressen
| Speelster       | Totaal | Jaren                                    |
| --------------- | ------ | ---------------------------------------- |
| Patty Berg      | 7      | 1937, 1938, 1939, 1948, 1953, 1955, 1957 |
| Louise Suggs    | 4      | 1946, 1954, 1956, 1959                   |
| Babe Zaharias   | 3      | 1947, 1950, 1952                         |
| Dorothy Kirby   | 2      | 1941, 1942                               |
| Mickey Wright   | 2      | 1961, 1962                               |
| Marilynn Smith  | 2      | 1963, 1964                               |
| Kathy Whitworth | 2      | 1965, 1966                               |

| Grand Slam |

500 Ladies Classic ·
ADT Championship ·
AI Star/Centinela Hospital Classic ·
Alamo Ladies Classic ·
Albuquerque Swing Parade ·
All American Open ·
Alliance Machine International Open ·
Amarillo Ladies' Open ·
American Defender Classic ·
American Women's Open ·
Ardmore Open ·
AreaWEB.COM Challenge ·
Arkansas Open ·
Asahi Ryokuken International Championship ·
Asheville Open ·
Austin Civitan Open ·
Australian Ladies Masters ·
Babe Zaharias Invitational ·
Babe Zaharias Open ·
Bakersfield Open ·
Barth Classic ·
Baton Rouge Ladies Invitational ·
Battle Creek Open ·
Betty Jameson Open ·
Bing Crosby International Classic ·
Birmingham Classic ·
Bluegrass Invitational ·
Borden Classic ·
Buckeye Savings Invitational ·
Cameron Park Open ·
Canyon Ladies Classic ·
Carlsbad Jaycee Open ·
Carrollton Open ·
Cavalier Open ·
Charity Golf Classic ·
Chicago Challenge ·
Child & Family Services Open ·
Chrysler-Plymouth Classic ·
Cisco World Ladies Match Play Championship ·
Clock Open ·
Colgate European Open ·
Colgate Far East Open ·
Colgate-Hong Kong Open ·
Columbia Savings LPGA National Pro-Am ·
Concord Open ·
Corpus Christi Civitan Open ·
Corpus Christi Tournament ·
Cosmopolitan Open ·
Crestar-Farm Fresh Classic ·
Cross Country 144 Hole Weathervane ·
Cubic Corporation Classic ·
CVS/pharmacy LPGA Challenge ·
Damon Runyon Cancer Fund Tournament ·
Danbury Lady Carling Open ·
Desert Inn Classic ·
Eastern Women's Open ·
Elizabeth Arden Classic ·
ERA Real Estate Classic ·
Fieldcrest Cannon Classic ·
Fields Open in Hawaii ·
Florida's Natural Charity Championship ·
Fort Wayne Open ·
Franklin American Mortgage Championship ·
Freedom/Orlando Classic ·
French Lick Open ·
Fresno Open ·
Friendly's Classic ·
GAC Classic ·
Gatlinburg Open ·
George Washington Classic ·
Giant Eagle LPGA Classic ·
Ginn Open ·
Ginn Tribute Hosted by Annika ·
Glass City Classic ·
GNA/Glendale Federal Classic ·
Golden Circle of Golf Festival ·
Golden Lights Championship ·
Golden Triangle Festival ·
Grand China Air LPGA ·
Greater Baltimore Golf Classic ·
Greater Ft. Myers Classic ·
Greater Washington Open ·
Grossinger Open ·
Hardscrabble Open ·
Havana Open ·
Hawaiian Ladies Open ·
HealthSouth Inaugural ·
Heart of America Invitational ·
Heritage Village Open ·
Hillside Open ·
Hollywood Lakes Open ·
Honda Civic Classic ·
Hoosier Open ·
Houston Exchange Clubs Classic ·
Howard Johnson Invitational ·
HSBC Women's World Match Play Championship ·
Idaho Centennial Ladies' Open ·
J Golf Phoenix LPGA International ·
J&B Scotch Pro-Am ·
Jackson Open ·
Jacksonville Ladies Open ·
JCPenney Classic ·
Kapalua LPGA Classic ·
Karsten-Ping Open ·
Kathy Ireland Championship ·
Kellogg-Keebler Classic ·
Kings River Open ·
Knoxville Ladies Classic ·
Konica San Jose Classic ·
Kyocera Inamori Classic ·
Ladies Irish Open ·
Ladies' Los Angeles Open ·
Lady Carling Eastern Open ·
Lady Errol Classic ·
Lady Keystone Open ·
Lady Stroh's Open ·
Lake Worth Open ·
Las Cruces Ladies Open ·
Las Vegas LPGA ·
Lawson's LPGA Classic ·
Lawton Open ·
Lincoln-Mercury Open ·
Links Invitation Open ·
Los Angeles Open ·
Los Angeles Women's Championship ·
Los Coyotes LPGA Classic ·
Louise Suggs Invitational ·
LPGA Corning Classic ·
LPGA State Farm Classic ·
LPGA Takefuji Classic ·
LPGA Tour Championship ·
Mary Kay Classic ·
Mary Mills Mississippi Gulf Coast Invitational ·
MasterCard Classic ·
MasterCard International Pro-Am ·
Mayfair Open ·
Mayflower Classic ·
Mazda Hall of Fame Championship ·
McCall's LPGA Classic ·
McDonald's Championship ·
Memphis Open ·
Mercury Titleholders Championship ·
Michelob Light Classic ·
Mickey Wright Invitational ·
Mile High Open ·
Milwaukee Jaycee Open ·
Molson's Canadian Open ·
Moss Creek Women's Invitational ·
Mt. Prospect Open ·
Muskogee Civitan Open ·
Naples Lely Classic ·
New Orleans Women's Open ·
Niagara Frontier Classic ·
Ocean State Open ·
Office Depot Championship ·
Oklahoma City Open ·
Oldsmobile Classic ·
Olympia Gold Classic ·
Omaha Jaycee Open ·
Opie Turner Open ·
O'Sullivan Ladies Open ·
Pacific Ladies Classic ·
Palm Beach County Open ·
Palm Springs Open ·
Patty Berg Classic ·
Patty Berg Classic ·
Peach Blossom Open ·
Pensacola Ladies Invitational ·
Phoenix Thunderbirds Open ·
Pinewild Women's Championship ·
PING/Welch's Championship ·
Pittsburgh Open ·
Planters Pat Bradley International ·
Pocono Northeast Classic ·
Pompano Beach Classic ·
Port Charlotte Invitational ·
Port Malabar Invitational ·
Potamkin Cadillac Classic ·
Rainbow Foods LPGA Classic ·
Reno Open ·
Richmond Open ·
River Plantation Invitational ·
Riverside Ladies Open ·
Rock City Ladies Open ·
Royal Crown Open ·
Royal Poinciana Invitational ·
Sacramento Open ·
Sacramento Union Ladies Classic ·
Safeco Classic ·
Samsung World Championship ·
Sybase Match Play Championship ·
The Carlton ·
The Jamaica Classic ·
The Mitchell Company Tournament of Champions ·
The Office Depot ·
The Phar-Mor at Inverrary ·
Titleholders Championship ·
Tres Marias Championship ·
Triangle Round Robin ·
Uniden LPGA Invitational ·
United Voluntary Services Open ·
Valhalla Open ·
Venice Ladies Open ·
Visalia Open ·
Wachovia LPGA Classic ·
Waco Tribune Herald Ladies Classic ·
Waldemar Open ·
Waterloo Women's Open Invitational ·
Wegmans LPGA ·
Welch's/Fry's Championship ·
Wendell-West Open ·
Wendy's Championship for Children ·
West Virginia LPGA Classic ·
White Mountain Open ·
Wichita Open ·
Willow Park Ladies Invitational ·
Wolverine Open ·
Women's Golf Charities Open ·
Women's Kemper Open ·
Women's Western Open ·
World Championship ·
WUI Classic ·
Yankee Women's Open ·
Youngstown Kitchens Trumbull Open ·
YourLife Vitamins LPGA Classic
Overige: JCPenney Classic · HSBC Brasil Cup · Hyundai Team Matches · Lexus Cup · LPGA Skins Game · The Mojo 6 · Women's World Cup of Golf